# Arat (cràter)
Arat, també conegut com a Aratus és un petit cràter d'impacte lunar situat en l'altiplà al sud i a l'est dels accidentats Montes Apenninus. És un cràter circular, en forma de copa i amb una albedo relativament alta. A l'est es troba la Mare Serenitatis, i al sud-oest del cràter està el cràter una mica major Conon. La zona nord-nord-est d'Arat és el lloc d'allunatge de la missió Apollo 15, una mica més enllà del Mons Hadley Delta.

## Cràters satèl·lit
Per convenció aquests elements són identificats en els mapes lunars posant la lletra en el costat del punt central del cràter que està més prop de d'Arat.
|      | \| Arat \| Coordenades \| Diàmetre \| \| ---- \| ------------------------------------ \| -------- \| \| B \| 24° 12′ N, 5° 24′ E / 24.2°N,5.4°E \| 7 km \| \| C \| 24° 06′ N, 9° 30′ E / 24.1°N,9.5°E \| 4 km \| \| CA \| 24° 30′ N, 11° 12′ E / 24.5°N,11.2°E \| 7 km \| \| D \| 24° 18′ N, 8° 36′ E / 24.3°N,8.6°E \| 4 km \| |          |
| Arat | Coordenades | Diàmetre |
| B    | 24° 12′ N, 5° 24′ E / 24.2°N,5.4°E | 7 km     |
| C    | 24° 06′ N, 9° 30′ E / 24.1°N,9.5°E | 4 km     |
| CA   | 24° 30′ N, 11° 12′ E / 24.5°N,11.2°E | 7 km     |
| D    | 24° 18′ N, 8° 36′ E / 24.3°N,8.6°E | 4 km     |

El següent cràter ha estat canviat de nom per la UAI:
- Per a Arat A - Vegeu Galen.

## Aratus CA

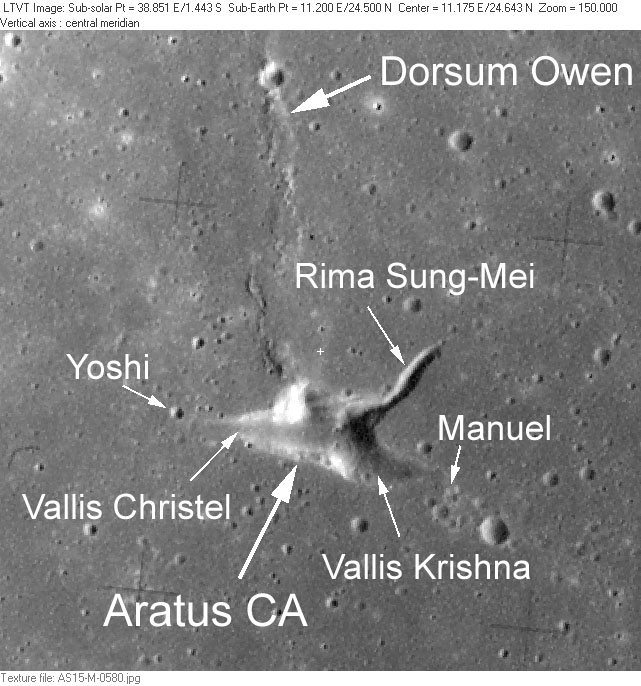
Fotografia de la missió Apol·lo 15

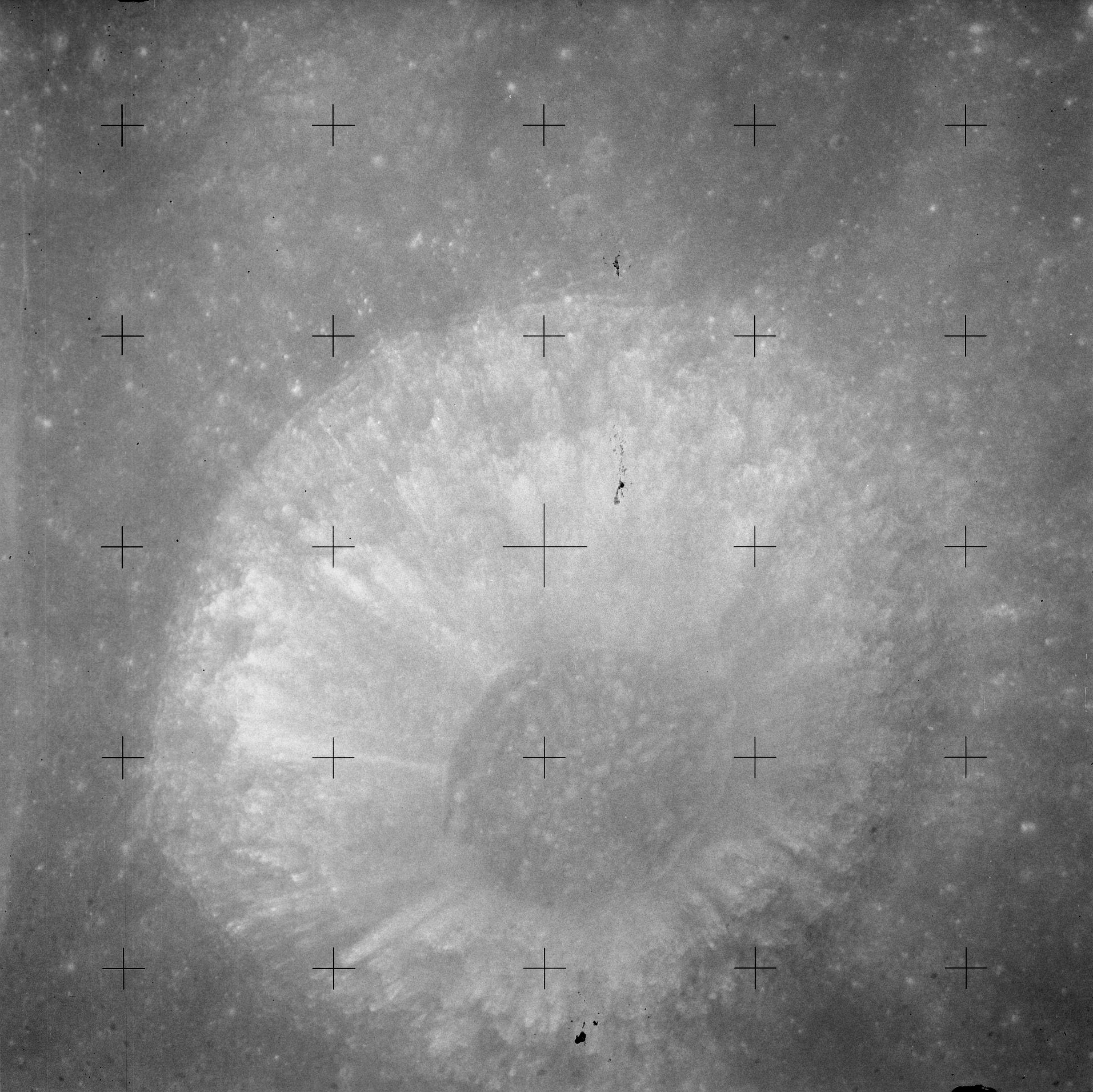
Fotografia de la missió Apol·lo 15

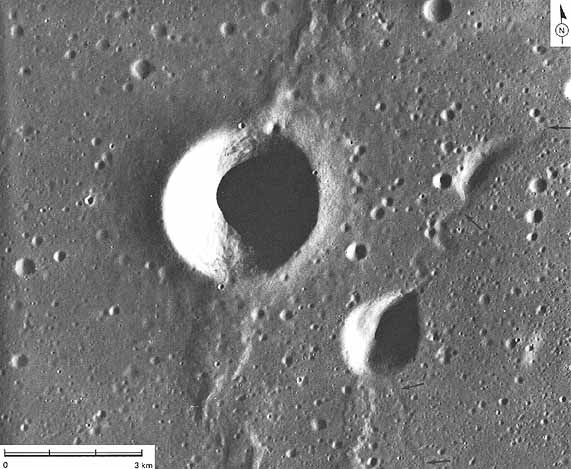
Fotografia de la missió Apol·lo 15

Aquest element de tres puntes està situat en l'oest del Mar de la Serenitat. Es forma a partir de la fusió d'un grup de depressions en la superfície lunar, i pot ser un respirador volcànic. Les dimensions són de 9,5 x 3 km, amb una profunditat benvolguda de 0,4 km.
S'han donat noms individuals a les tres depressions allargades:
| Element         | Coordenades                          | Longitud | Origen del nom        |
| --------------- | ------------------------------------ | -------- | --------------------- |
| Rima Sung-Mei   | 24° 36′ N, 11° 18′ E / 24.6°N,11.3°E | 4 km     | Nom masculí en xinès  |
| Vallis Christel | 24° 30′ N, 11° 00′ E / 24.5°N,11.0°E | 2 km     | Nom femení en alemany |
| Vallis Krishna  | 24° 30′ N, 11° 18′ E / 24.5°N,11.3°E | 3 km     | Nom masculí en hindi  |

També s'han assignat noms a dos petits cràters a la zona d'Arat CA:
| Cràter | Coordenades                          | Diàmetre | Origen del nom          |
| ------ | ------------------------------------ | -------- | ----------------------- |
| Manuel | 24° 30′ N, 11° 18′ E / 24.5°N,11.3°E | 0.5 km   | Nom masculí en espanyol |
| Yoshi  | 24° 36′ N, 11° 00′ E / 24.6°N,11.0°E | 1 km     | Nom masculí en japonès  |

Manuel està més enllà de la punta oriental de Vallis Krishna, mentre que Yoshi està just una mica més enllà de la punta occidental de Vallis Christel. Manuel és molt difícil de veure, fins i tot en fotografies d'alta resolució.
Els cinc noms enumerats anteriorment van aparèixer per primera vegada en les fulles de la Lunar Topophotomap 42A4/S1 i 42A4/S2 de l'Agència de Defensa, i van ser aprovats per la UAI en 1976. A causa de la prohibició de la utilització dels noms dels cràters amb lletres que estava en vigor al moment, en els mapes que s'estaven preparant, a CA Arat se li va donar el nou nom provisional de Lorca, que mai va ser aprovat per la UAI, malgrat anotacions en sentit contrari en els mapes de la Defense Mapping Agency LM-41 i LM-42. L'antic nom d'Arat CA (que havia aparegut per primera vegada en el mapa LAC-42, publicat en 1965) va ser oficialment re-adoptat per la UAI en 2006.
Al nord d'aquesta localització discorre una cresta arrugada en la superfície que ha estat designada Dorsum Owen. A l'est es troba una altra formació paral·lela denominada Dorsum von Cotta. Més al nord-nord-est està el cràter Linné, envoltat per una falda brillant de material d'alt albedo i aproximadament a la mateixa distància cap al sud-oest es troba la serralada Montes Haemus en la vora de la mar lunar.